# Spiru Haret
Spiru C. Haret (15 de febrero de 1851 - 17 de diciembre de 1912) fue un matemático, astrónomo y político rumano de origen armenio. Como astrofísico, realizó una contribución fundamental al problema de los n-cuerpos en mecánica celeste, probando que la utilización de una aproximación de tercer grado de las fuerzas de perturbación implica la inestabilidad de los ejes principales de las órbitas, y por introducir el concepto de perturbaciones seculares en relación con el hallazgo anterior.
Como político, durante sus tres períodos como Ministro de Educación, Haret impulsó reformas profundas, instituyendo el sistema de educación rumano moderno. Fue nombrado miembro de la Academia Rumana en 1892.
También fundó el observatorio astronómico de Bucarest, nombrando a Nicolae Coculescu como su primer director.

## Biografía
Haret nació en Iaşi, Moldavia, en el seno de una antigua familia armenia, y mostró un talento temprano para las matemáticas, publicando dos libros de texto (uno de álgebra y uno de trigonometría) cuando era todavía un estudiante de instituto. En 1869 ingresó en la Universidad de Bucarest, donde estudió física y matemáticas. En 1870,  siendo estudiante de segundo curso, se convirtió en profesor de matemáticas en el Nifon Seminary de Bucarest, que abandonó al año siguiente para continuar sus estudios. En 1874, a los 23 años de edad, se graduó en física y matemáticas.
Después de la graduación, Haret ganó un concurso para una beca organizada por Titu Maiorescu, viajando a París para estudiar matemáticas en la Sorbona. Allí obtuvo un diploma en matemáticas en 1875 y otro de física en 1876. Dos años más tarde (el 18 de enero de 1878) obtuvo su doctorado, defendiendo su tesis titulada Sur l'invariabilité des grandes axes des orbites planétaires (Sobre la  invariabilidad de los ejes principales de las órbitas planetarias), ante un tribunal examinador dirigido por Victor Puiseux. En este trabajo demostró un resultado fundamental para el problema de los n-cuerpos en astronomía. La tesis se publicó en el Vol. XVIII de los Annales de l'Observatoire de París.  Haret fue el primer rumano en obtener un doctorado en París.
Después de su regreso a Rumanía en 1878, Haret abandonó la investigación científica y dedicó el resto de su vida a mejorar la educación en su país (muy atrasada en aquella época) tanto como profesor como político. Fue nombrado profesor de mecánica racional en la Facultad de Ciencias de Bucarest. Al año siguiente (1879), Haret ingresó como miembro correspondiente en la Academia Rumana, obteniendo la afiliación plena en 1892. Mantuvo su puesto de profesor de mecánica en la Facultad de Ciencias hasta su jubilación en 1910, cuando fue sucedido por Dimitrie Pompeiu. Desde 1882 fue también profesor de geometría analítica en la Escuela de Puentes y Carreteras de Bucarest. Después de su jubilación, Haret fue ocasionalmente conferenciante en la Universidad Popular.
Haret fue Ministro de Educación Pública en tres gobiernos liberales, en los períodos 1897-1899, 1901-1904 y 1907-1910. Como Ministro de Educación realizó una reforma completa, sentando las bases del sistema de educación rumano moderno.

## Actividad científica
La mayor contribución científica de Haret data de 1878, en su tesis doctoral Sur l'invariabilité des grandes axes des orbites planétaires. En aquella época se sabía que los planetas perturban mutuamente sus órbitas, produciéndose desviaciones del movimiento elíptico descrito por la primera Ley de Johannes Kepler. Pierre Laplace (en 1773) y Joseph Louis Lagrange (en 1776) ya habían estudiado el problema, y ambos habían demostrado que los ejes principales de las órbitas son estables, utilizando una aproximación de primer grado de las fuerzas de perturbación. En 1808 Siméon Denis Poisson había probado a su vez que la estabilidad también se mantiene cuando se utilizan en el cálculo aproximaciones de segundo grado. En su tesis, Haret probó que si se utilizan aproximaciones de tercer grado, los ejes no son estables como se había creído anteriormente, pero que en cambio presentan variaciones a largo plazo, a las que llamó perturbaciones seculares. Este resultado implica que el movimiento planetario no es absolutamente estable. Henri Poincaré consideró este resultado una gran sorpresa, y continuó la investigación de Haret, que finalmente le llevó a la creación de la teoría del caos. Félix Tisserand propuso la extensión del método de Haret a otros problemas astronómicos, y mucho más tarde, en 1955, Jean Meffroy retomó el trabajo de Haret utilizando nuevas técnicas.
Nada más llegar a Rumanía, Haret abandonó sus trabajos de investigación, dedicándose durante el resto de su vida a la docencia. Cuando fue Ministro de Educación, se centró en la reforma del sistema educativo de su país. Sólo publicó un artículo sobre la aceleración secular de la Luna en 1880 y otro sobre la Gran Mancha Roja de Júpiter en 1912.
En 1910 publicó Mecánica Social, obra en la que utilizaba las matemáticas para explicar el comportamiento social (de alguna manera anticipando la "psicohistoria", una rama de las matemáticas desarrollada por Hari Seldon, el personaje de ficción del relato de ciencia ficción de Isaac Asimov Fundación, publicado 40 años más tarde).

## Eponimia
- El cráter lunar Haret lleva este nombre en su memoria.